# Mai-Ndombe (Provinz)
Koordinaten: 2° 0′ S, 18° 18′ O
Mai-Ndombe (oder auf Deutsch Schwarzwasser) ist eine Provinz der Demokratischen Republik Kongo. Die Hauptstadt ist Inongo.

## Geographie

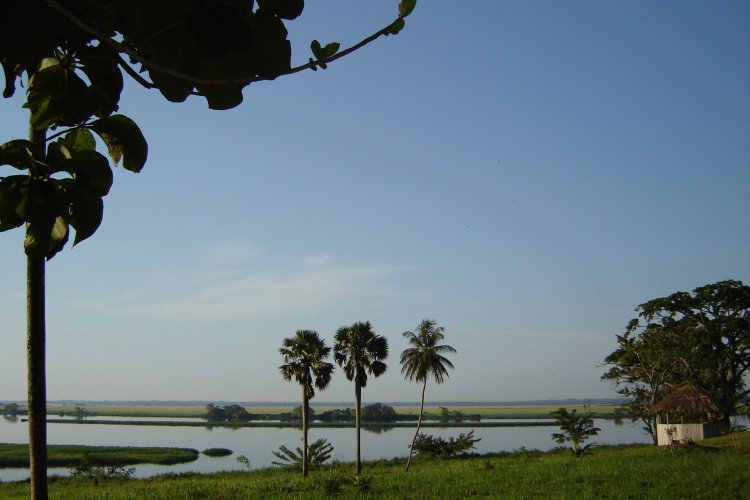
Der Mai-Ndombe-See

Mai-Ndombe liegt im Westen des Landes und grenzt im Norden an Équateur, im Nordosten an Tshuapa, im Osten an Kasaï, im Süden an Kwilu und im Südwesten an Kinshasa. Im Westen bildet der Fluss Kongo die Grenze zur Republik Kongo.

### Verwaltungsgliederung
Die Provinz unterteilt sich in die acht Territorien Bolobo, Inongo, Kiri, Kutu, Kwamouth, Mushie, Oshwe und Yumbi sowie die Stadt Inongo.

## Geschichte
Bereits 1963–1966 bestand eine Provinz gleichen Namens in gleicher Größe (Zeit der sogenannten Provincettes). Bei der erneuten Zentralisierung wurden die Provinzen Kwilu, Kwango und Mai-Ndombe als Bezirke zur Provinz Bandundu zusammengeführt.
Gemäß der administrativen Neueinteilung des Landes, welche in der Verfassung von 2005 vorgesehen war, sollte die Provinz Bandundu aufgeteilt und Kwilu den Provinzstatus erhalten und als eine von 26 Provinzen eine eigenständige Verwaltung und ein eigenes Regionalparlament bekommen. Im Januar 2011 wurde diese Reform durch eine umstrittene Verfassungsänderung von Präsident Joseph Kabila abgesagt. Allerdings wurde die Neugliederung 2015 doch umgesetzt und Mai-Ndombe erhielt wieder den Status als Provinz.